# Troglodyte des forêts
Troglodytes hiemalis
Espèce
Statut de conservation UICN

 LC  : Préoccupation mineure
Le Troglodyte des forêts (Troglodytes hiemalis) est une espèce nord-américaine de passereaux de la famille des Troglodytidae.

## Habitat et répartition

Aire de nidification
Voie migratoire
Présent à l'année
Aire d'hivernage

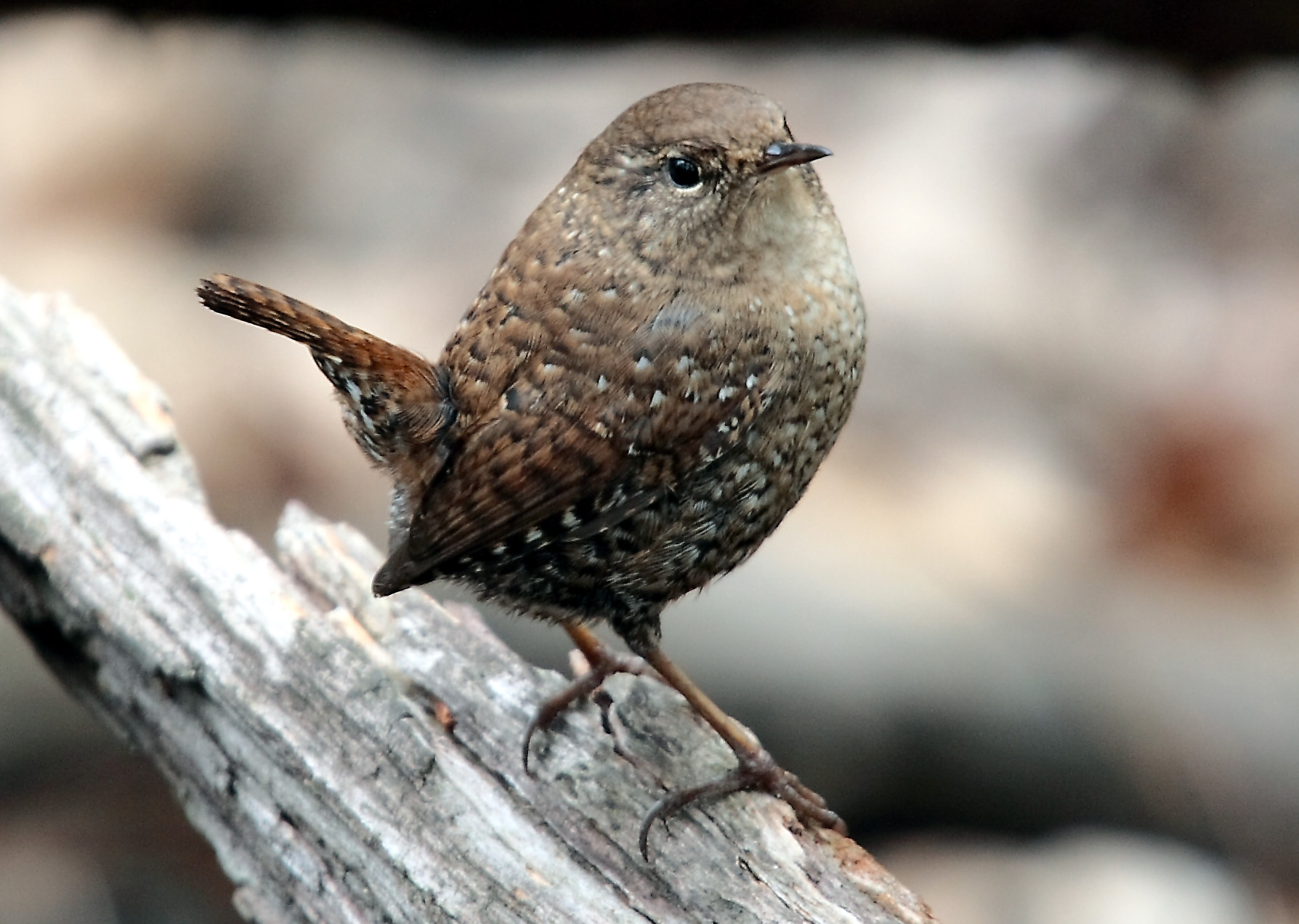
plumage hivernal (Central Park)

Il niche notamment dans les forêts de sapins et d'épicéas au Canada.

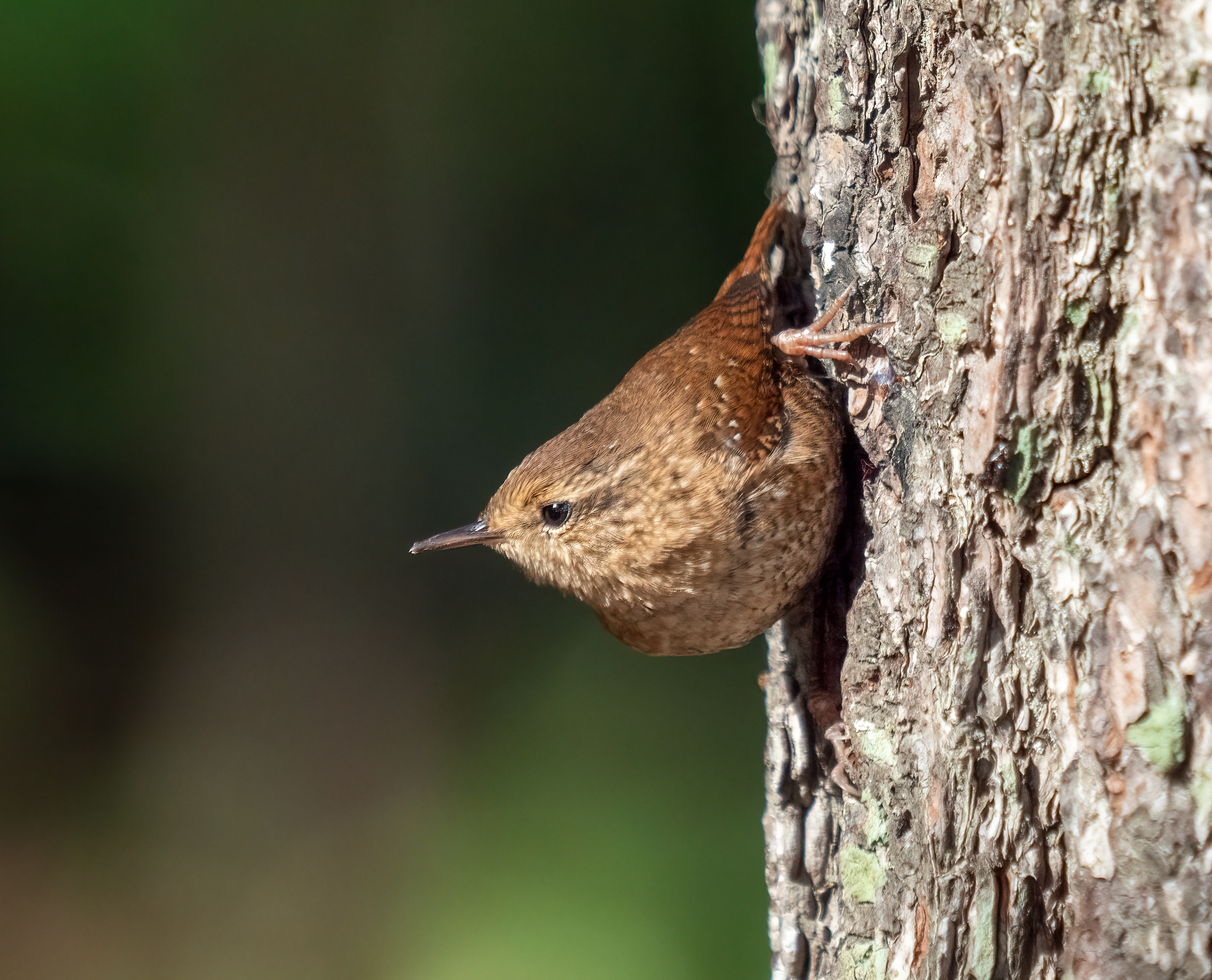
Troglodyte des forêts en ville, à Prospect Park, New York. Septembre 2022.

## Mensurations
Cet oiseau mesure 79 à 119 mm pour un poids de 8,5 à 11,3 g.

## Alimentation
C'est un insectivore.

## Liste des sous-espèces
Selon GBIF (18 octobre 2023) :
- Troglodytes hiemalis hiemalis Vieillot, 1819
- Troglodytes hiemalis pullus (Burleigh, 1935)

## Systématique
Le nom valide complet (avec auteur) de ce taxon est Troglodytes hiemalis Vieillot, 1819.
Ce taxon porte en français le nom vernaculaire ou normalisé suivant : Troglodyte des forêts.
Troglodytes hiemalis a pour synonyme :
- Nannus hiemalis (Vieillot, 1819)